# Elite One 2023-2024
La Elite One 2023-2024 è stata la 64ª edizione della massima serie del campionato di calcio del Camerun. La stagione è iniziata il 27 settembre 2023 e si è conclusa il 18 aprile 2024.
Il Cotonsport Garoua è la squadra campione in carica, avendo vinto il suo diciottesimo titolo, il terzo consecutivo nella stagione 2022-2023.

## Stagione

### Novità
Al termine della stagione 2022-2023 sono state retrocesse le ultime due classificate di ognuno dei due gironi: Djiko e Renaissance FC per il girone A e Yafoot e Dragon Yaoundé per il girone B. Al loro posto, dalla Elite Two sono stati promosse le due squadre prime classificate, Victoria United e Dynamo Douala.

### Formula
Le 19 squadre partecipanti sono divise in due gironi, da 10 e 9 squadre, che giocano con partite andata e ritorno, per un totale rispettivamente di 18 e 16 giornate. Al termine della stagione regolare le prime 4 classificate di ogni girone si qualificano per il gruppo scudetto, un ulteriore girone da 8 squadre che gioca con partite di andata e ritorno, per un totale di 14 ulteriori giornate. La prima classificata è campione del Camerun e si qualifica per la CAF Champions League 2024-2025, mentre la seconda classificata si qualifica per la Coppa della Confederazione CAF 2024-2025. 
Le ultime 6 classificate del girone A e le ultime 5 del girone B si qualificano invece per il gruppo retrocessione, un girone da 11 squadre che giocano andata e ritorno per un totale di 20 ulteriori giornate. Le ultime 4 classificate sono retrocesse in Elite Two. 

## Classifica

### Girone A
|  | Pos. | Squadra            | Pt | G  | V | N | P  | GF | GS | DR  |
|  | ---- | ------------------ | -- | -- | - | - | -- | -- | -- | --- |
|  | 1.   | Dynamo Douala      | 30 | 18 | 8 | 6 | 4  | 21 | 17 | +4  |
|  | 2.   | Canon Yaoundé      | 30 | 18 | 8 | 6 | 4  | 24 | 14 | +10 |
|  | 3.   | Gazelle            | 26 | 18 | 6 | 8 | 4  | 20 | 18 | +2  |
|  | 4.   | Colombe Sportive   | 26 | 18 | 6 | 8 | 4  | 20 | 17 | +3  |
|  | 5.   | Aigle Royal Menoua | 25 | 18 | 7 | 4 | 7  | 21 | 19 | +2  |
|  | 6.   | Union Douala       | 24 | 18 | 6 | 6 | 6  | 18 | 21 | -3  |
|  | 7.   | PWD Bamenda        | 24 | 18 | 6 | 6 | 6  | 17 | 18 | -1  |
|  | 8.   | Bamboutos          | 23 | 18 | 7 | 2 | 9  | 28 | 26 | +2  |
|  | 9.   | Fortuna Mfou       | 17 | 18 | 3 | 8 | 7  | 11 | 23 | -12 |
|  | 10.  | Les Astres         | 17 | 18 | 5 | 2 | 11 | 22 | 29 | -7  |

Legenda:
      Ammesse al Gruppo scudetto
      Ammesse al Gruppo retrocessione
Note:

Tre punti a vittoria, uno a pareggio, zero a sconfitta.
In caso di arrivo di due o più squadre a pari punti, la graduatoria verrà stilata secondo la classifica avulsa tra le squadre interessate che prevede, in ordine, i seguenti criteri:
- Punti generali
- Differenza reti generale
- Reti realizzate in generale
- Partite vinte in generale
- Partite vinte in trasferta
- Punti negli scontri diretti
- Differenza reti negli scontri diretti
- Differenza reti generale
- Sorteggio

### Girone B
|  | Pos. | Squadra              | Pt | G  | V | N | P | GF | GS | DR  |
|  | ---- | -------------------- | -- | -- | - | - | - | -- | -- | --- |
|  | 1.   | Stade Renard         | 31 | 16 | 9 | 4 | 3 | 18 | 10 | +8  |
|  | 2.   | Cotonsport Garoua    | 29 | 16 | 8 | 5 | 3 | 23 | 9  | +14 |
|  | 3.   | Young Sports Academy | 24 | 16 | 7 | 3 | 6 | 17 | 14 | +3  |
|  | 4.   | Fauve Azur           | 23 | 16 | 6 | 5 | 5 | 14 | 17 | -3  |
|  | 5.   | Victoria United      | 22 | 16 | 7 | 4 | 5 | 24 | 20 | +4  |
|  | 6.   | UMS de Loum          | 19 | 16 | 4 | 7 | 5 | 10 | 13 | -3  |
|  | 7.   | Fovu Baham           | 17 | 16 | 4 | 5 | 7 | 15 | 19 | -4  |
|  | 8.   | Avion Academy        | 14 | 16 | 2 | 8 | 6 | 11 | 18 | -7  |
|  | 9.   | APEJES Academy       | 10 | 16 | 1 | 7 | 8 | 9  | 21 | -12 |

Legenda:
      Ammesse al Gruppo scudetto
      Ammesse al Gruppo retrocessione
Note:

Tre punti a vittoria, uno a pareggio, zero a sconfitta.
In caso di arrivo di due o più squadre a pari punti, la graduatoria verrà stilata secondo la classifica avulsa tra le squadre interessate che prevede, in ordine, i seguenti criteri:
- Punti generali
- Differenza reti generale
- Reti realizzate in generale
- Partite vinte in generale
- Partite vinte in trasferta
- Punti negli scontri diretti
- Differenza reti negli scontri diretti
- Differenza reti generale
- Sorteggio

### Gruppo scudetto
|                    | Pos. | Squadra              | Pt | G | V | N | P | GF | GS | DR |
| ------------------ | ---- | -------------------- | -- | - | - | - | - | -- | -- | -- |
| Camerun (bandiera) | 1.   | Victoria United      | 13 | 7 | 4 | 1 | 2 | 11 | 8  | +3 |
|                    | 2.   | Cotonsport Garoua    | 10 | 7 | 2 | 4 | 1 | 7  | 5  | +2 |
|                    | 3.   | Stade Renard         | 10 | 7 | 2 | 4 | 1 | 7  | 6  | +1 |
|                    | 4.   | Colombe Sportive     | 9  | 7 | 2 | 3 | 2 | 5  | 4  | +1 |
|                    | 5.   | Young Sports Academy | 8  | 7 | 3 | 2 | 2 | 7  | 6  | +1 |
|                    | 6.   | Canon Yaoundé        | 8  | 7 | 2 | 2 | 3 | 4  | 8  | -4 |
|                    | 7.   | Gazelle              | 8  | 7 | 2 | 2 | 3 | 4  | 5  | -1 |
|                    | 8.   | Dynamo Douala        | 4  | 7 | 0 | 4 | 3 | 4  | 7  | -3 |

      Campione del Camerun e ammessa alla Coppa dei Campioni CAF